# Gräberfeld von Wittmar
Das Gräberfeld von Wittmar liegt in der Gemeinde Wittmar im Landkreis Wolfenbüttel in Niedersachsen nahe der Grenze zu Sachsen-Anhalt. Es ist das bisher am weitesten im Norden gelegene und gleichzeitig einzige bekannte Gräberfeld der Linearbandkeramik in Niedersachsen.

## Forschungsgeschichte
Bei Bodenarbeiten am Buchenweg stieß ein Bagger Ende Mai 1976 auf Skelettreste. Dies war der Auftakt zu umfangreichen Ausgrabungen, die ein jungsteinzeitliches Gräberfeld des 4. Jahrtausends v. Chr. zutage förderten. Das Gräberfeld bedeckt eine Fläche von etwa 2000 m² und ist in Hanglage auf einer doppelt so großen Lößinsel, umgeben von Ton, Mergel, Fließerden und sandigen Böden angelegt worden.

## Funde und Befunde
Durch die Rettungsgrabungen, die bis 1978 andauerten, konnten insgesamt 51 jungsteinzeitliche Gräber freigelegt werden. Von diesen sind (im Zentrum gelegen) mindestens 14 sicher linearbandkeramisch, eines ist stichbandkeramisch. Die Toten waren in strenger, linksseitiger Ost-West oder rechtsseitiger West-Ost orientierter Hocklage bestattet. Typisch sind Grabbeigaben von so genannten Schuhleistenkeilen aus Felsgestein, von Keramik und Spondylusmuschelschmuck. 34 weitere gehören der Rössener Kultur an. Da das Areal nicht vollständig freigelegt werden konnte, ist eine deutlich höhere Zahl an Gräbern anzunehmen. Die Bestattung einer etwa 30-jährigen Frau der Rössener Kultur wurde zuerst geborgen. Sie war etwa 1,64 m groß. Ihre Zähne waren schwach abgenutzt. Bei anderen Skeletten war der Abnutzungsgrad höher. Hier konnte auch Karies festgestellt werden. Unterschenkelknochenverformungen ließen auf eine vornehmliche Hockhaltung der Frau zu Lebzeiten schließen. Als Anomalie wies die Wirbelsäule einen 13. Wirbel auf. Als Grabbeigabe fanden sich zwei charakteristisch verzierte Tongefäße der Rössener Kultur. Unterhalb des Kinns lagen vier Zahnschnecken, die zu einer Halskette gehörten. Zwischen den Beinen der Toten wurde ein Rinderschädel geborgen.
Die Rössener Toten wurden einheitlich in Süd-Nord-Orientierung bestattet, mit dem Kopf im Süden, vorwiegend in gestreckter Rückenlage und sehr 
differenzierter Armhaltung. 
Mittels der Keramik lässt sich die Nutzung des Gräberfeldes in die ältere und mittlere Stufe der Bandkeramik datieren. Die vielen Keramikbeigaben sind nicht alters- oder geschlechtsspezifisch differenzierbar. Männer und Frauen trugen Schmuck aus Muscheln, Schnecken und Tierknochen. Ketten aus Hirschgrandeln und Knochenarmringe waren den Männern vorbehalten. Gebrauchsgegenstände wie Äxte, Beile und Dechsel sowie Feuersteinklingen und Pfeilspitzen kommen als Grabbeigaben zahlreich vor, möglicherweise auch in Frauengräbern. 